# British Empire Range
British Empire Range är ett berg i Kanada.   Det ligger i territoriet Nunavut, i den nordöstra delen av landet, 4 100 km norr om huvudstaden Ottawa. Toppen på British Empire Range är 2 616 meter över havet.
Terrängen runt British Empire Range är varierad. British Empire Range är den högsta punkten i trakten. Trakten runt British Empire Range är nära nog obefolkad, med mindre än två invånare per kvadratkilometer.. Det finns inga samhällen i närheten.
Trakten runt British Empire Range är permanent täckt av is och snö.